# Гайнц Бергер
Гайнц Артур Бергер (нім. Heinz Arthur Berger; 5 травня 1917, Бреслау — 19 жовтня 1996, Гюрт) — німецький офіцер зенітної артилерії, гауптман люфтваффе. Кавалер Лицарського хреста Залізного хреста.

## Біографія
З 25 квітня по 24 жовтня 1937 року пройшов стажування в Імперській службі праці. 2 листопада 1937 року вступив у 20-й зенітний полк (Бреслау). В січні 1938 року переведений в 23-й зенітний полк (Мерзебург). З листопада 1938 року — заступник командира, потім командир розрахунку 6-ї батареї 13-го зенітного полку. З серпня 1939 року служив в 135-му, з січня 1940 року — 134-му резервному зенітному дивізіоні. Учасник Німецько-радянської війни, командир 2-ї батареї 411-го моторизованого зенітного полку у складі групи армій «Північ». Учасник боїв в Дем'янському котлі, де його батарея знищила 20 радянських танків, причому особисто Бергер знищив 10 танків (зокрема 1 в нічному бою). 19 вересня 1943 року переведений в штаб 151-го моторизованого зенітного полку. З 13 лютого 1944 року — командир 3-ї батареї 411-го моторизованого зенітного полку. Був важко поранений і в липні 1944 року переведений в штаб Командувача зенітних училищ і 1 жовтня 1944 року призначений викладачем тактики 8-го авіаційного (зенітного) училища в Геппінгені. З 1 лютого 1945 року — начальник оперативного відділу штабу 1-ї зенітної дивізії в Берліні. 8 травня 1945 року взятий в полон радянськими військами. Утримувався в таборах на Ладозькому і Онезькому озерах та під Петрозаводськом. 21 вересня 1949 року звільнений.

## Звання
- Канонір (2 листопада 1937)
- Єфрейтор (1938)
- Унтерофіцер резерву (1939)
- Вахмістр резерву (1939)
- Лейтенант резерву (1940)
- Оберлейтенант резерву (9 квітня 1942)
- Оберлейтенант (1 липня 1942)
- Гауптман (1 вересня 1944)

## Нагороди
- Медаль «У пам'ять 1 жовтня 1938»
- Хрест Воєнних заслуг 2-го класу з мечами (30 січня 1942)
- Нагрудний знак «За поранення» в чорному (26 липня 1942)
- Залізний хрест
  - 2-го класу (31 липня 1942)
  - 1-го класу (12 лютого 1943)
- Нагрудний знак зенітної артилерії люфтваффе (1 жовтня 1942)
- Нагрудний знак люфтваффе «За наземний бій» (5 січня 1943)
- Лицарський хрест Залізного хреста (3 квітня 1943)
- Нарукавний знак «За знищений танк» в сріблі (12 серпня 1943)
- Німецький хрест в золоті (2 квітня 1945)